# Kostel San Lorenzo (Turín)

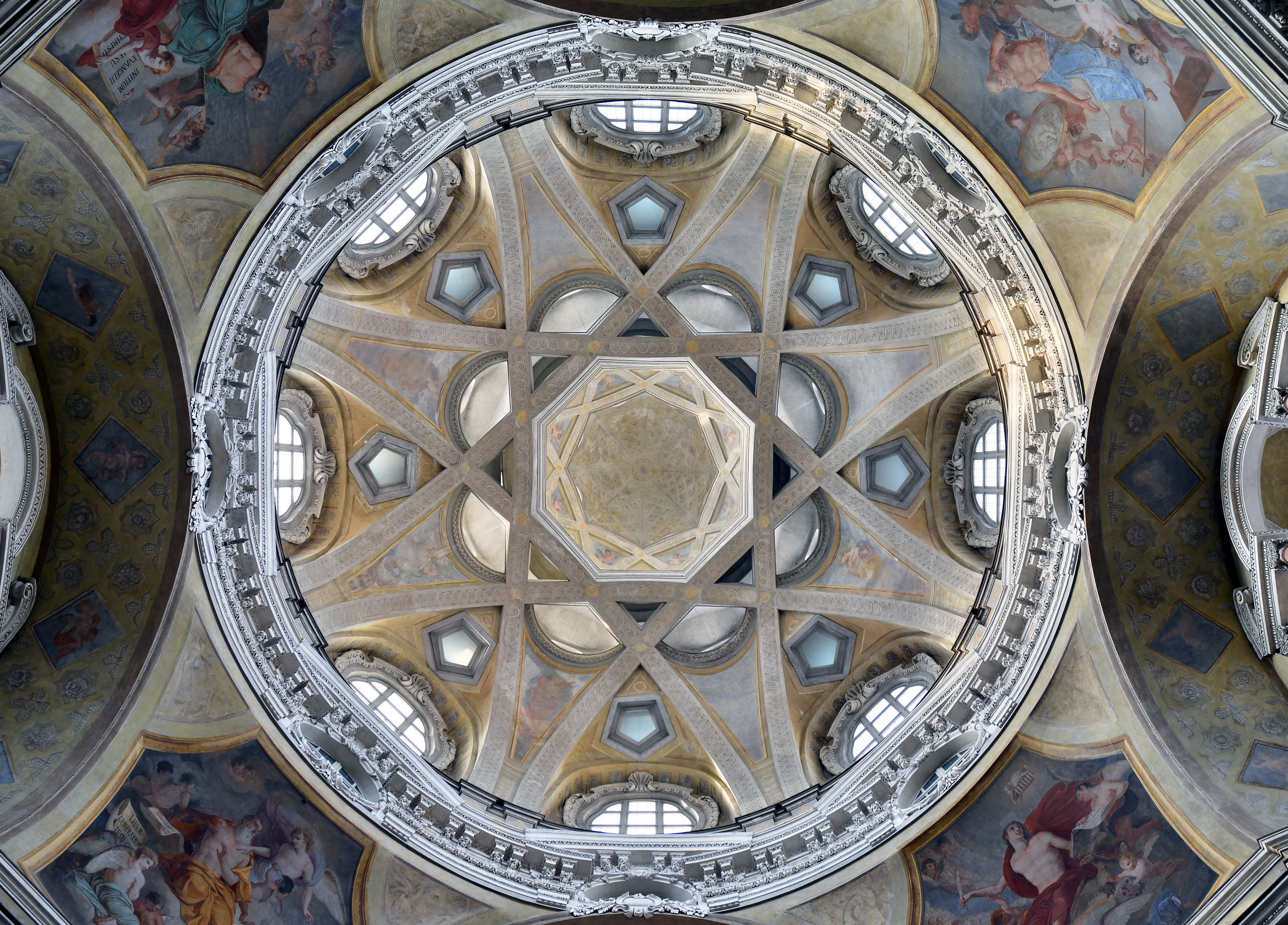
Kupole kostela

Kostel San Lorenzo (italsky Chiesa di San Lorenzo) je barokní kostel zasvěcený sv. Vavřinci náležející ke královskému paláci v Turíně, který navrhl a stavěl theatin Guarino Guarini v letech 1668–1687.

## Vznik kostela
Vznik kostela se zasvěcením sv. Vavřinci souvisí s bitvou u St. Quentinu roku 1557 na den sv. Vavřince. Španělský král Filip II. zde vyhrál nad francouzskou armádou, vítězství vedlo k podepsání míru v Cateau-Cambrésis. Bitvy se účastnil i Emanuel Filibert Savojský, jehož Savojsko bylo v té době Francouzi okupováno a v rámci mírového vypořádání mu bylo vráceno. Po návratu Emanuela Filiberta do Turína nechal v roce 1562 v paláci renovovat kapli (Santa Maria ad Presepae) a založil v komplexu paláce nový kostel (podobně jako Emanuel Filibert zasvětil turínský kostel sv. Vavřinci, tak Filip II. zasvětil El Escorial sv. Vavřinci).
V průběhu 17. století bylo přikročeno k přestavbě kostela.

## Barokní stavba
Stavba kostela začala v roce 1668. V roce 1680 byla dokončena hrubá stavba, 1687 byl kostel úplně dokončen. Stavba nemá fasádu, protože stojí v bloku domů na hlavním turínském náměstí. Vidět je jen tambur a lucerna, mají konkávně zprohýbané stěny a pagodovitý ráz. Půdorys tvoří osmiúhelník vepsaný do čtverce, v diagonálách má stěny vypnuté ven, v osách dovnitř. Nahoře přiřazen příčný ovál s vepsaným kruhem - presbytář s kupolovou klenbou. Ještě výš ochozová chodba mající tvar fazole.
Hlavní kupole nezapře vliv španělské muslimské architektury: čtyři dvojice překřížených oblouků vytvářejí osmicípou hvězdu a otevírají pohled do kupole ozářené lucernou a postranními okny. Menší kupole je pokrytá hvězdicovou strukturou tvořící šesticípou (Davidovu) hvězdu, dekorem který připomíná síťové hvězdicové klenby gotiky (gotika obecně brána jako něco neklasického, barbarského ze severu, ale evidentně se k ní moc záporně a kriticky nestavěl). V klenbách 4 diagonální kaplí jsou šesticípé hvězdy.
V interiéru hlavní lodi serliany – oblouk s výběžkem dosedá na dva sloupy, římsa, pendentivy, tambur (zevnitř nízký), kupole s hvězdicovitou sítí a v lucerně lomené oblouky – koncept teleskopického prostoru - vertikálně seskládaný z několika oddělených vrstev. Směrem nahoru přibývá světlo v kupoli – tenebrosa luce. Součet 4+8+6 je dohromady 18 – bitva u S. Quentin se konala na sv. Vavřince (10. srpna 1557 - součet měsíce a dne 18) - v baroku se výklad neobjevuje, ale je dost pravděpodobný. Stejnou bitvu oslavuje i kostel sv. Vavřince v Escorialu od Juana de Herrery (1562), kde je symbolika doložena.